# Chapelle Saint-Pierre de Saint-Pierre-de-Sommaire
La chapelle Saint-Pierre est une chapelle catholique, ancienne église paroissiale, située à Saint-Nicolas-de-Sommaire, en France.

## Localisation
La chapelle est située dans le département français de l'Orne, sur la commune de Saint-Nicolas-de-Sommaire, à Saint-Pierre-de-Sommaire, entre Saint-Nicolas et Rugles.

## Historique
Ancienne église paroissiale de Saint-Pierre-de-Sommaire, commune absorbée par Saint-Nicolas-de-Sommaire en 1839, l'édifice est classé au titre des monuments historiques depuis le 19 mai 1906.
La construction de la chapelle remonte au début du XVe siècle, voire au XIVe. Les premiers documents écrits à son sujet nous viennent de l'année 1520 lorsque Guy de Sainte-Marie est nommé curé de la paroisse en remplacement de Jean Beaudoit. La paroisse de Saint-Pierre de Sommaire était rattachée au diocèse d’Évreux. Elle « avait comme « Patrons-Présentateurs Alternatifs » les seigneurs des fiefs de l’Auvent et de Raveton ».
Le 24 septembre 1634, François de La Pierre présentait à la cure Monsieur Guillaume Maillard qui fut curé de la paroisse jusqu’à sa mort, en 1667. Ce dernier a largement contribué à la richesse du mobilier de la chapelle, resté quasiment intact jusqu’à nos jours à l’exception de la clôture du chœur qui a été démontée. On a connaissance de ces contributions grâce à la plaque funéraire en ardoise de Guillaume Maillard fixée à gauche de l’entrée de la nef:
« CY GIST DEVANT LE CRUCIFIX DE CESTE EGLISE GUILLAUME MAILLARD VIVANT PRESTE CURE DE CE LIEU, A FAICT FAIRE, PEINDRE ET DORE LES AUTELS DES ROSAIRES, DU SAINT NOM DE JESUS ET DE LA VIERGE, AVEC LA CLOTURE D’ENTRE DEUX ET TABLEAUX EN 1645, FAIT ESTABLIR LESDITS ROSAIRES EN 1646, FAIRE LA SACRISTIE EN 1652, L’AUTLE DE CHOEUR ET LE TABLEAU EN 1657, ET LE TOUT RESIDU DE SON BENEFICE, QUOY QU’IL N’A RIEN MERITE, SEULEMENT IL DESIRE C’EST ESCRIPT AFIN QUE ESTANT VEU ON PRIE POUR LUY COMME POUR UN PECHEUR, DECEDE LE … JOUR DE … 16.. »

## Architecture
D’aspect rural, elle est construite en moellons de silex, recouverts de chaux. Son grand toit ainsi que son clocher sont recouverts de bardeaux de bois. Une petite flèche surmonte le clocher.  
À l’intérieur sa voûte en bois est formée de douves accusées par des ornements tracés en noir au pinceau. La voûte est soutenue par  une solide charpente avec entraits.  

### Dans le chœur
- Le tabernacle : « monumental, il est érigé sur deux gradins et arbore une peinture en trompe-l’œil d’un autel en tombeau » (3) et au-dessus une sculpture du Christ aux liens entourés des quatre évangélistes.
- Retable du maître-autel : situé au-dessus du tabernacle, il se rattache à la tradition des retables du pays d'Ouche, tous réalisés en bois des forêts de la région dont il constitue un modèle par excellence. Le bois permet un abondant décor sculpté et doré avec une multiplication de détails. « Celui de Saint-Pierre se distingue par une exubérance décorative : anges adorateurs juchés sur les rampants du fronton rompu, cadre du tableau de la Résurrection du Christ ciselé de feuilles de chêne et flanqué de lourdes chutes de fruits et d’angelots omniprésents. »[3]. Au-dessus une niche flanquée de cariatides abrite une statue du Christ Sauveur. Deux colonnes torsadées et abondamment décorées séparent la partie centrale du retable de ses deux ailes. À l’étage inférieur se trouvent les portes de la sacristie où ont été peintes à même le bois les représentations de Moïse (au nord), très effacée et d’Aaron en costume épiscopal au sud. Au-dessus des portes se trouvent la statue de saint Pierre au nord, et celle d’un évêque au sud.
- Parois nord du chœur : la statue-reliquaire de saint Claude.

Un arc ogival sépare la nef du chœur.

### Dans la nef
- Autels latéraux : à l’entrée du chœur se trouvent deux autels latéraux et leurs retables plus anciens que le maître-autel. Celui du nord associe la donation du Rosaire au souvenir du roi Louis XIII. Il est couronné d’une statue de la Vierge au Rosaire.
- Autel latéral sud : il date de 1643 et représente une scène rare et originale de la Sainte Famille : une circoncision où Marie elle-même tient le couteau, prête à agir. Au sommet du retable se trouve une statue de saint Méen, invoqué ici comme ailleurs pour les maladies de la peau.
- Vie du Christ en vingt-trois tableaux : en-dessous de la voûte en bois court une représentation de la vie du Christ en vingt-trois tableaux peints sur toile dans un encadrement richement sculpté et datant du XVIIe siècle.
- La chaire : elle date de la fin du XVIe siècle.
- Le confessionnal, daté de 1770.
- À gauche en entrant : la plaque funéraire en ardoise de Guillaume Maillard.
- À droite en entrant : le baptistère et un bas-relief en pierre datant du XVe au XVIe siècle et représentant la Vierge de Pitié, avec sainte Barbe et le donateur.

Elle a été classée monument historique par arrêté du 19 mai 1906.
Informations apparaissant sur le panneau d’information à l’entrée : chaque année en octobre est célébrée une messe pour Notre-Dame du Rosaire. La chapelle est ouverte à l’occasion des journées du patrimoine.